# Sherman-Kurzschwanzspitzmaus
Die Sherman-Kurzschwanzspitzmaus (Blarina shermani) ist eine möglicherweise ausgestorbene Spitzmausart aus der Gattung der Amerikanischen Kurzschwanzspitzmäuse (Blarina). Sie war im Lee County in Florida endemisch.

## Merkmale
Die Sherman-Kurzschwanzspitzmaus erreichte eine Kopf-Rumpf-Länge von 78 bis 91 mm, eine Schwanzlänge von 22 bis 25 mm, eine Hinterfußlänge von 13,5 bis 15 mm und ein Gewicht von 11,1 bis 17 g. Die Art war größer und dunkler als die Südliche Kurzschwanzspitzmaus (Blarina carolinensis) und die Everglades-Kurzschwanzspitzmaus (Blarina peninsulae). Das Fell war kurz, weich, samtig und maulwurfsartig. Das Rückenfell war schiefergrau-schwarz, mit silbrigem Schimmer; das Bauchfell war etwas heller. Um die winzigen Augen befand sich ein kahler, heller Fleck. Die Ohren waren sehr klein und vollständig vom Fell verdeckt. Die Vibrissen waren lang und weiß. Der Schwanz, der weniger als 30 % der Kopf-Rumpf-Länge ausmachte, war behaart und ähnlich gefärbt wie das Rückenfell. Das Schwanzende war buschig behaart. Die Füße waren kurz und breit, hatten lange Krallen und waren heller als der Rest des Körpers. Die Hinterfüße waren dunkler als die Vorderfüße. Die Weibchen hatten drei Paare von Leistenzitzen. Die Sherman-Kurzschwanzspitzmaus hatte fünf Schneidezähne und einen deutlich größeren und kantigeren Schädel als andere Spitzmäuse der Gattung. Alle Blarina-Arten haben zudem rötliche Zähne, die von Eisenablagerungen in den Zähnen herrühren. 

## Systematik
Die Sherman-Kurzschwanzspitzmaus wurde 1955 von William J. Hamilton, Jr. als Blarina brevicauda shermani erstbeschrieben. 1984 wurde dieses Taxon von Cheri A. Jones und ihren Kollegen als Unterart von Blarina carolinensis klassifiziert, die erst 1972 von Hugh H. Genoways als eigenständige Art von Blarina brevicauda abgespalten wurde. In einer Studie von Russell A. Benedict und seinen Kollegen aus dem Jahr 2006 wurde die Sherman-Kurzschwanzspitzmaus als eigenständige Art anerkannt, was in erster Linie auf morphometrischen Daten beruht. In derselben Studie wurden auch mögliche Hybriden zwischen Blarina shermani und Blarina peninsulae identifiziert. Benannt ist die Art nach Harley B. Sherman, einem Professor an der University of Florida, der bedeutende Beiträge über die Säugetiere Floridas leistete.

## Lebensraum
Die Sherman-Kurzschwanzspitzmaus bewohnte grasbewachsene Flächen in der Umgebung von Sümpfen und Becken sowie mesische Flachwaldlebensräume.

## Lebensweise
Die Sherman-Kurzschwanzspitzmaus war vermutlich nachtaktiv und lebte teilweise unterirdisch. Die Tiere legten umfangreiche Grabgänge an oder nutzten die Tunnelsysteme von Maulwürfen. Weitere Informationen liegen über die Biologie dieser Art nicht vor.

## Verbreitungsgebiet und Status
Die einzigen bestätigten Sichtungen erfolgten 1954 und 1955 an der Typuslokalität nördlich des Caloosahatchee River in der Nähe der Edison Bridge im Lee County, Florida. 1954 sammelte William J. Hamilton, Jr. 27 Exemplare zwei Meilen nördlich von Fort Myers im Lee County, was die einzigen dokumentierten Tiere dieser Art repräsentiert. Die Art ist nicht der IUCN Red List aufgeführt, gilt aber laut Nature Serve als möglicherweise ausgestorben (GH), da sie seit ihrer Entdeckung nicht mehr nachgewiesen wurde. Die Typuslokalität wurde 1956, 1982–1983, 1984–1985 und 2011–2012 untersucht, ohne dass die Art erfolgreich wiederentdeckt werden konnte. Eine umfassende Erhebung in den Jahren 2011 und 2012 an 35 Standorten in 14 Naturschutzgebieten innerhalb der projizierten Bereiche verlief erfolglos.